# Cyrtopholis
Cyrtopholis is een geslacht van spinnen uit de familie vogelspinnen (Theraphosidae).

## Soorten
De volgende soorten zijn bij het geslacht ingedeeld:
- Cyrtopholis agilis Pocock, 1903
- Cyrtopholis anacanta Franganillo, 1935
- Cyrtopholis annectans Chamberlin, 1917
- Cyrtopholis antillana Thorell, 1894
- Cyrtopholis bartholomaei (Latreille, 1832)
- Cyrtopholis bonhotei (F. O. Pickard-Cambridge, 1901)
- Cyrtopholis bryantae Rudloff, 1995
- Cyrtopholis culebrae (Petrunkevitch, 1929)
- Cyrtopholis cursor (Ausserer, 1875)
- Cyrtopholis femoralis Pocock, 1903
- Cyrtopholis flavostriata Schmidt, 1995
- Cyrtopholis gibbosa Franganillo, 1936
- Cyrtopholis jamaicola Strand, 1908
- Cyrtopholis major (Franganillo, 1926)
- Cyrtopholis montserrat Sherwood, Gabriel, Questel, Rollard & Leguin, 2024
- Cyrtopholis plumosa Franganillo, 1931
- Cyrtopholis portoricae Chamberlin, 1917
- Cyrtopholis ramsi Rudloff, 1995
- Cyrtopholis regibbosa Rudloff, 1994
- Cyrtopholis unispina Franganillo, 1926

### Nomina dubia
- Cyrtopholis innocua (Ausserer, 1871)
- Cyrtopholis intermedia (Ausserer, 1875)
- Cyrtopholis ischnoculiformis (Franganillo, 1926)
- Cyrtopholis meridionalis (Keyserling, 1891)
- Cyrtopholis obsoleta (Franganillo, 1935)

### Nomen nudum
- Cyrtopholis respina Franganillo, 1935